# Ga Lak Si MRT
Ga Lak Si (tiếng Thái: สถานีหลักสี่) nhà một nhóm nhà ga ở quận Lak Si thuộc Bangkok. Nó nằm trên Tuyến SRT Đỏ Đậm và Tuyến MRT Hồng.

## Lịch sử
Ga Lak Si mở cửa vào năm 1898, là một phần của tuyến đường sắt đầu tiên của Thái Lan chạy giữa Bangkok và Ayutthaya. ấu trúc nhà ga ban đầu đã bị phá hủy vào năm 1990 trong quá trình xây dựng dự án Hopewell BERTS bị thất bại.
Nhà ga trên cao mới mở cửa ngày 2 tháng 8 năm 2021. Nhà ga mặt đất đóng cửa ngày 19 tháng 1 năm 2023 và các chuyến tàu đường dài Tuyến Bắc và Đông Bắc đã ngừng hoạt động hoàn toàn từ nhà ga.
Ngày 21 tháng 11 năm 2023 nó trở thành ga chuyển đổi cho Tuyến Hồng monorail.

## Hình ảnh

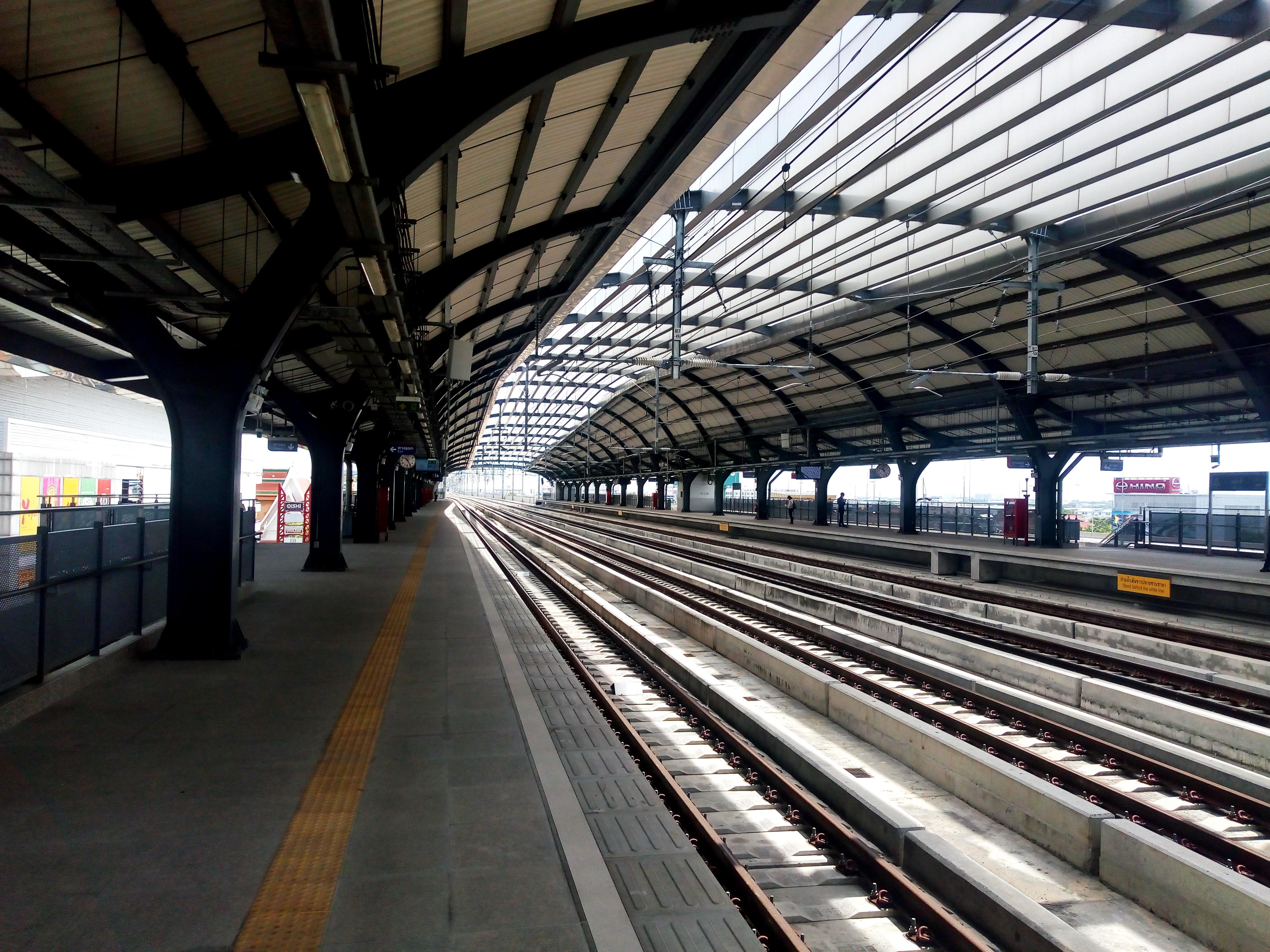
Ke ga trên cao của Tuyến SRT Đỏ Đậm
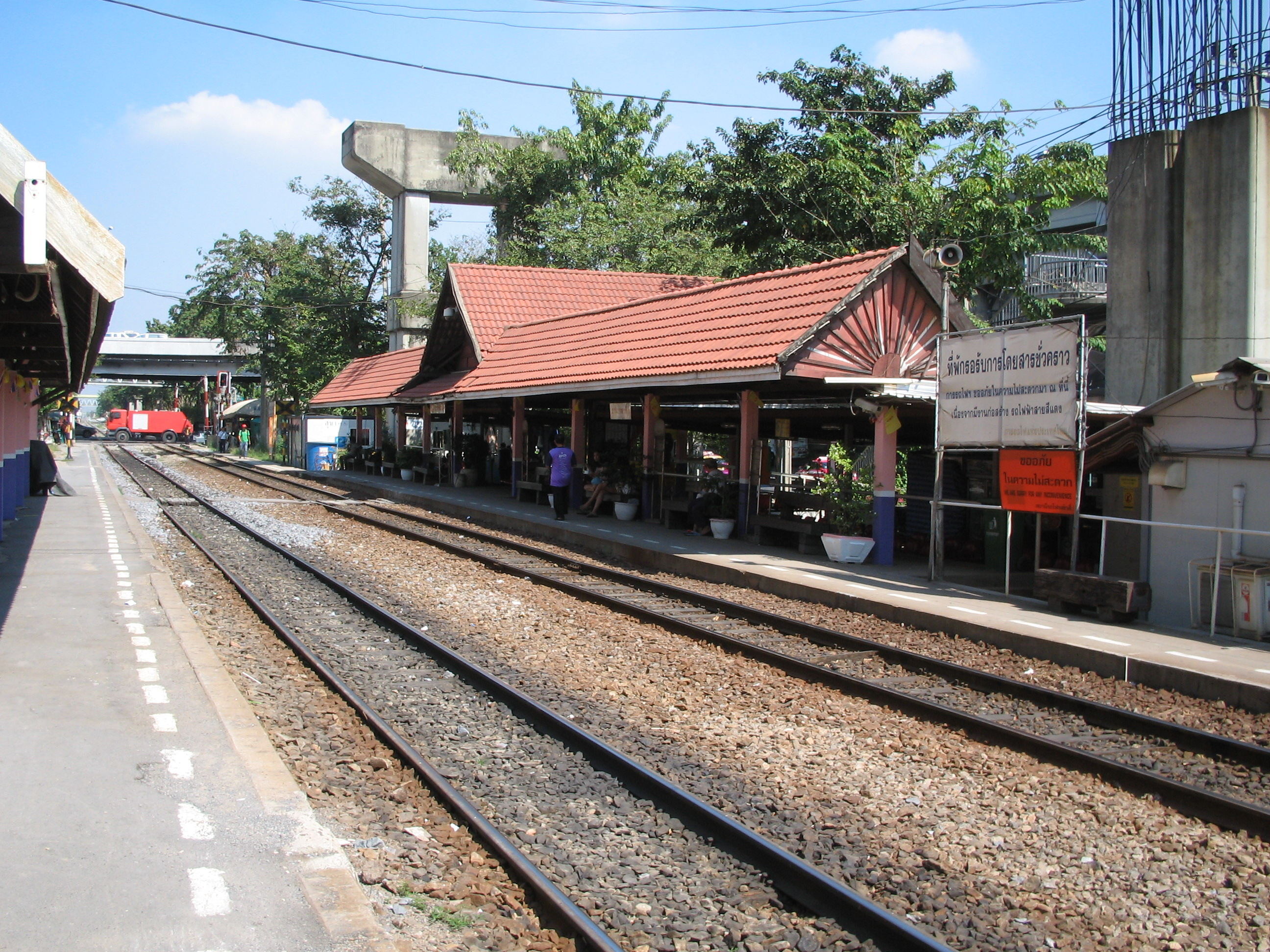
Sân ga cũ dưới mặt đất
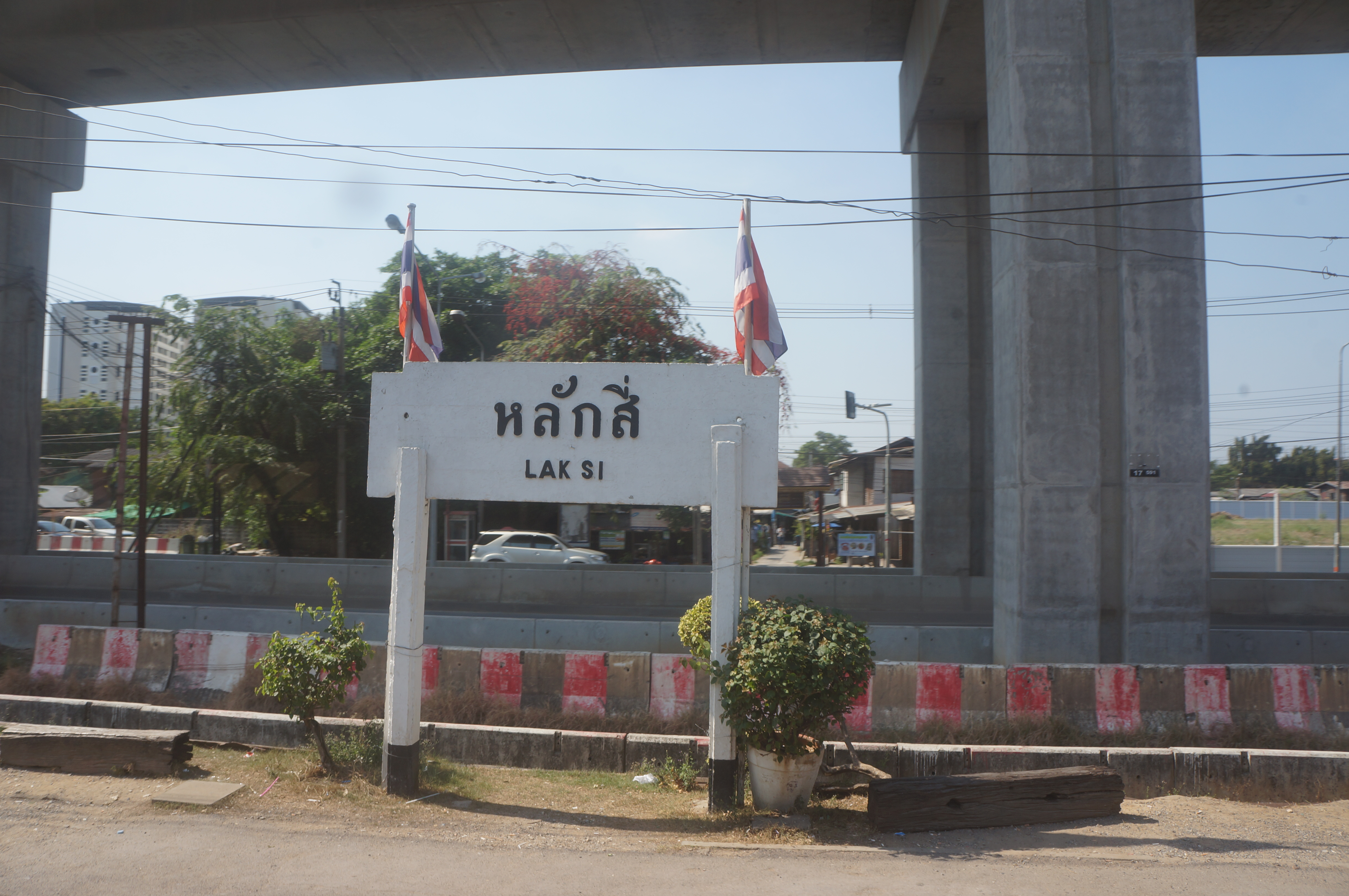
Biển báo của sân ga cũ dưới mặt đất
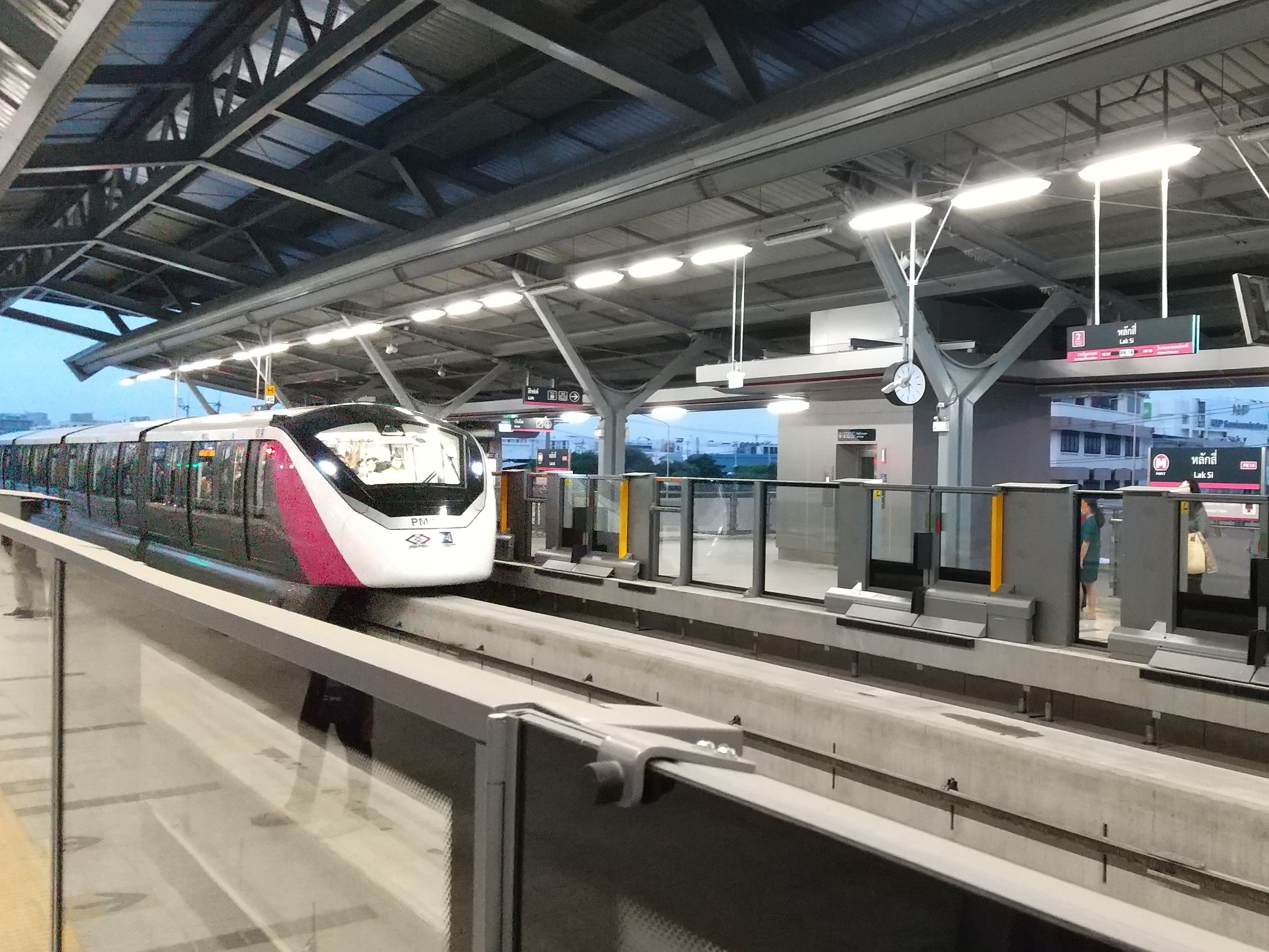
Ke ga Tuyến MRT Hồng
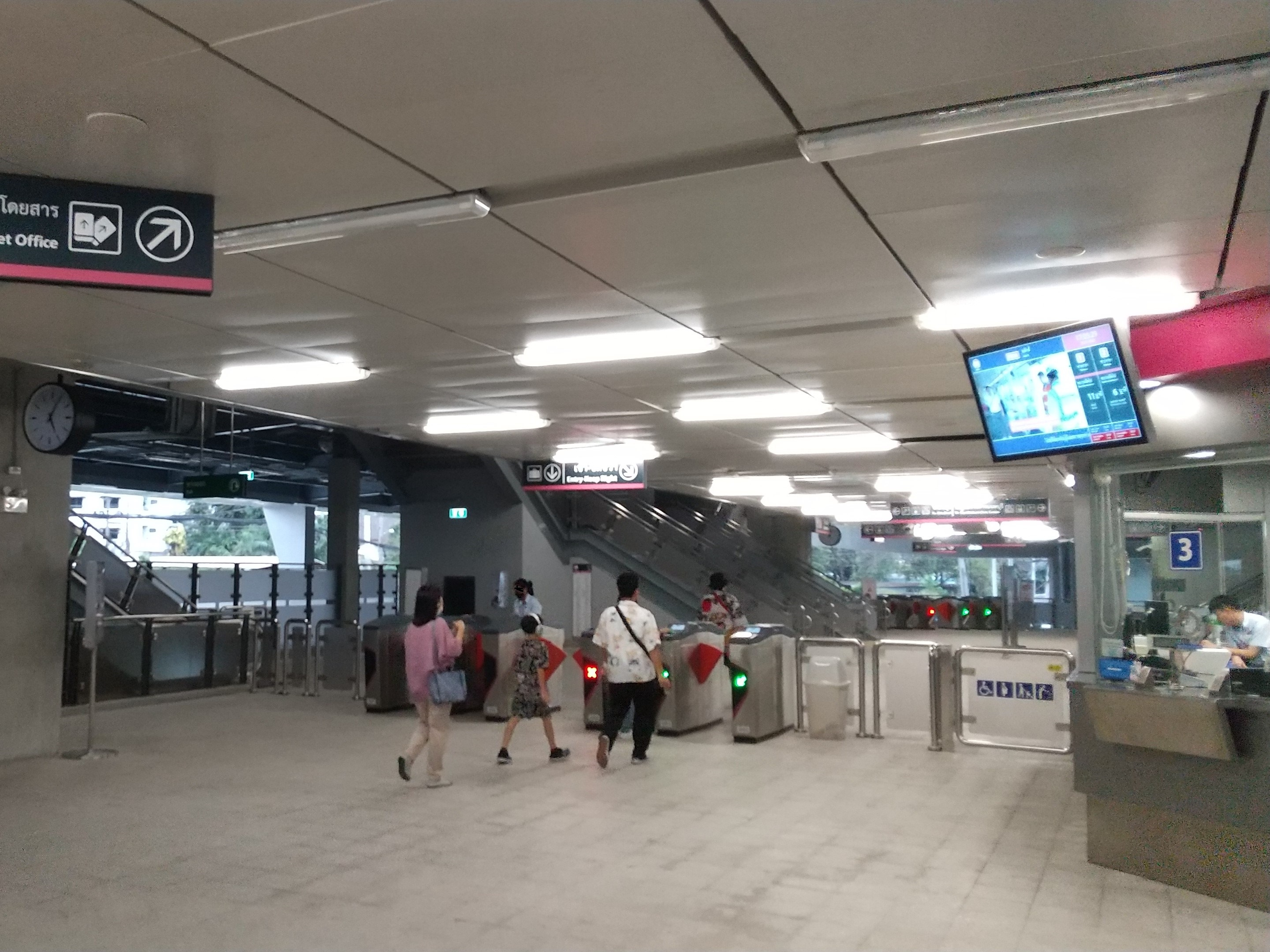
Phòng chờ của Tuyến MRT Hồng
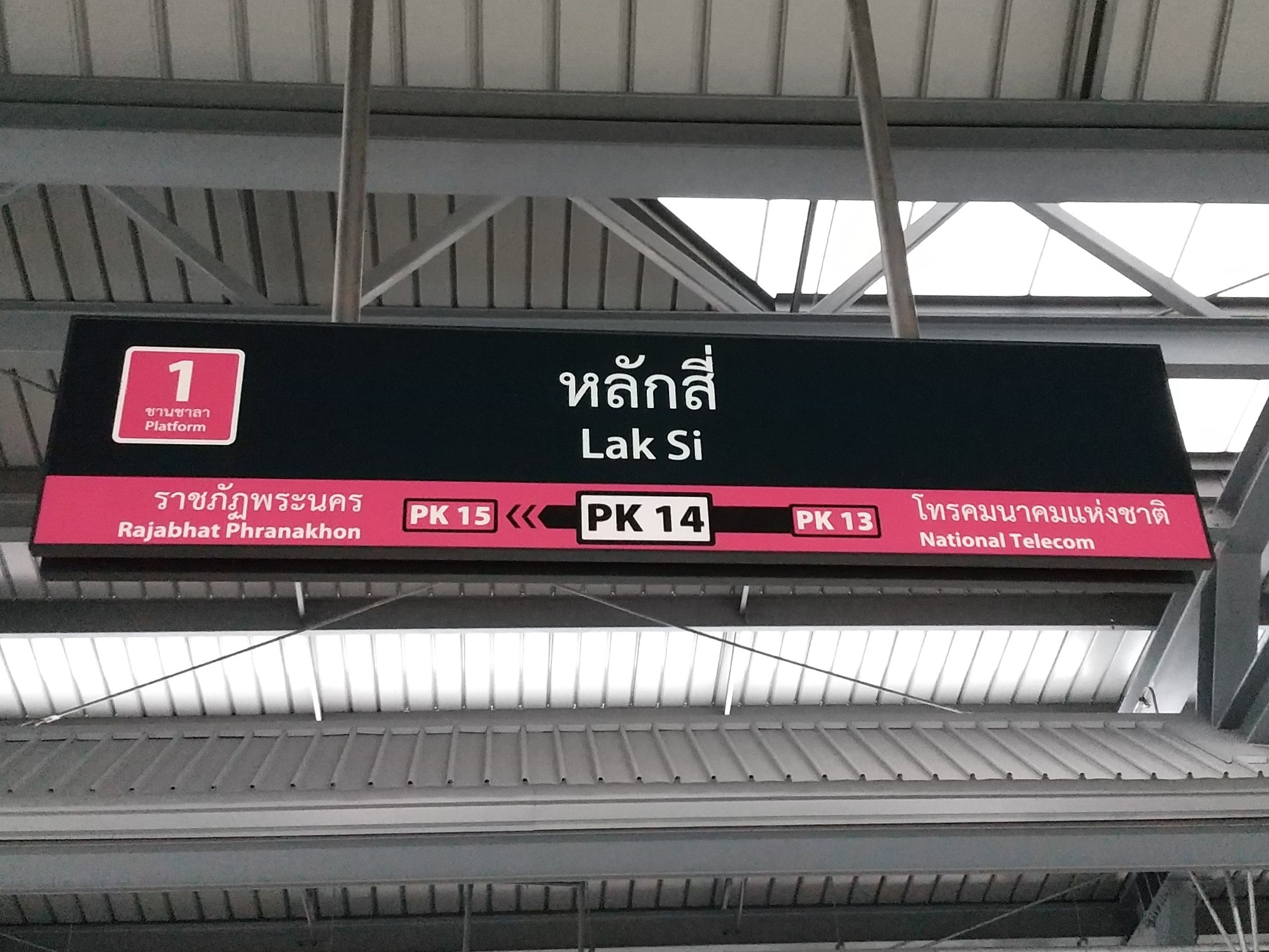
Biển báo của Tuyến MRT Hồng